# Oronsay (ö i Storbritannien, Argyll and Bute)
Oronsay är en ö i Storbritannien.   Den ligger i kommunen Argyll and Bute och riksdelen Skottland, i den nordvästra delen av landet, 600 km nordväst om huvudstaden London. Arean är 5,4 kvadratkilometer.
Terrängen på Oronsay är platt. Öns högsta punkt är 81 meter över havet. Den sträcker sig 3,1 kilometer i nord-sydlig riktning, och 4,6 kilometer i öst-västlig riktning.